# Ligne 31 (Infrabel)
Pour les articles homonymes, voir Ligne 31.
La ligne 31 est une ancienne ligne de chemin de fer belge reliant Liers à Ans. Partiellement fermée en 1984, elle est entièrement démontée dans les années 2000.

## Historique
La ligne est inaugurée le 25 juin 1864 par la Compagnie du chemin de fer Liégeois-Limbourgeois, le même jour que la section de Glons à Liers de l'actuelle ligne 34, de Tongres à Liège. La compagnie prolonge en 1868 cette ligne par une seconde, très escarpée, redescendant vers la vallée de la Meuse : la ligne 32 d'Ans-Est à Flémalle-Haute. Les Chemins de fer de l’État des Pays-Bas, actionnaires du Liégeois-Limbourgeois, en assurent l'exploitation et remplacent le matériel d'origine, comprenant des locomotives Vassen pour fortes rampes, par des véhicules hollandais. L’État belge nationalise la compagnie en 1896 et peut désormais utiliser la ligne de Liers à Ans comme alternative pour les marchandises au plan incliné de la côte d'Ans, au prix d'un détour conséquent. Un itinéraire concurrent plus direct sera toutefois mis en chantier dans les années 1910 et inauguré en 1939 : la ligne 36A. 
Mise à double voie au début du XXe siècle, la ligne 31 connaît une brève période d'utilisation intensive au lendemain de la Seconde Guerre mondiale en raison de la destruction des viaducs sur les lignes 24 et 36A. La deuxième voie est éventuellement retirée en 1956 (elle aurait déjà été démontée une première fois en 1941 par l'occupant). 
Le service voyageur est interrompu le 29 septembre 1941, reprend le 30 septembre 1973, puis est définitivement supprimé le 3 juin 1984 (tout d'abord le tronçon Liers-Rocourt, puis le tronçon Rocourt-Ans). La ligne avait pourtant été électrifiée 31 mai 1976 dans le cadre d'un ambitieux projet de réseau périurbain. En complément des deux gares d'origine de la ligne — Rocourt, dotée de deux voies à quai, et Ans-Est, rétrogradée au rang de simple halte — deux points d'arrêts supplémentaires avaient été créés en 1973 à Rocourt-Clinique et Alleur (au quai partiellement implanté sous le pont de l'autoroute).
La caténaire est arrachée, puis la voie entre Ans et Rocourt en 1997 ; l'une des voies du tronçon entre Liers et Rocourt étant utilisé jusqu'en 2005 pour desservir l'arsenal militaire de Rocourt. S'ensuit le déferrage complet de la ligne pour créer la section L31 du Réseau RAVeL.